# Ernst Meyer (botanicus)
Ernst Heinrich Friedrich Meyer (Hannover, 1 januari 1791 - Köningsberg, 7 augustus 1885) was een Duitse botanicus en directeur van de botanische tuin in Köningsberg. Zijn botanische auteursaanduiding is  E.Mey. Hij was gespecialiseerd in de russenfamilie (Juncaceae). Hij heeft meerdere botanische namen gepubliceerd. 

## Leven
Ernst Meyer studeerde in de vredesperioden van de Duitse bevrijdingsoorlog geneeskunde aan de Universiteit van Göttingen. In deze stad ontmoette hij tevens Johann Wolfgang von Goethe. Ze leerden elkaar kennen via een advertentie in een Duits tijdschrift. Naar aanleiding van deze advertentie correspondeerden de twee met elkaar. Dit leidde uiteindelijk tot een samenwerking bij twee van Goethe's werken. 
In 1826 werd Meyer aangesteld als universitair hoofddocent aan de Universiteit van Königsberg waar hij vervolgens in 1829 hoogleraar werd. In Köningsberg ontmoette hij vervolgens de Duits Amerikaan Augustus Fendler (1813-1883) met wie hij een verzameling planten uit West-Amerika heeft samengesteld. 